# Paulhac (Haute-Garonne)
Paulhac is een gemeente in het Franse departement Haute-Garonne (regio Occitanie). De plaats maakt deel uit van het arrondissement Toulouse. Paulhac telde op 1 januari 2022 1.250 inwoners.

## Geografie
De oppervlakte van Paulhac bedroeg op 1 januari 2022 14,03 vierkante kilometer; de bevolkingsdichtheid was toen 89,1 inwoners per km².

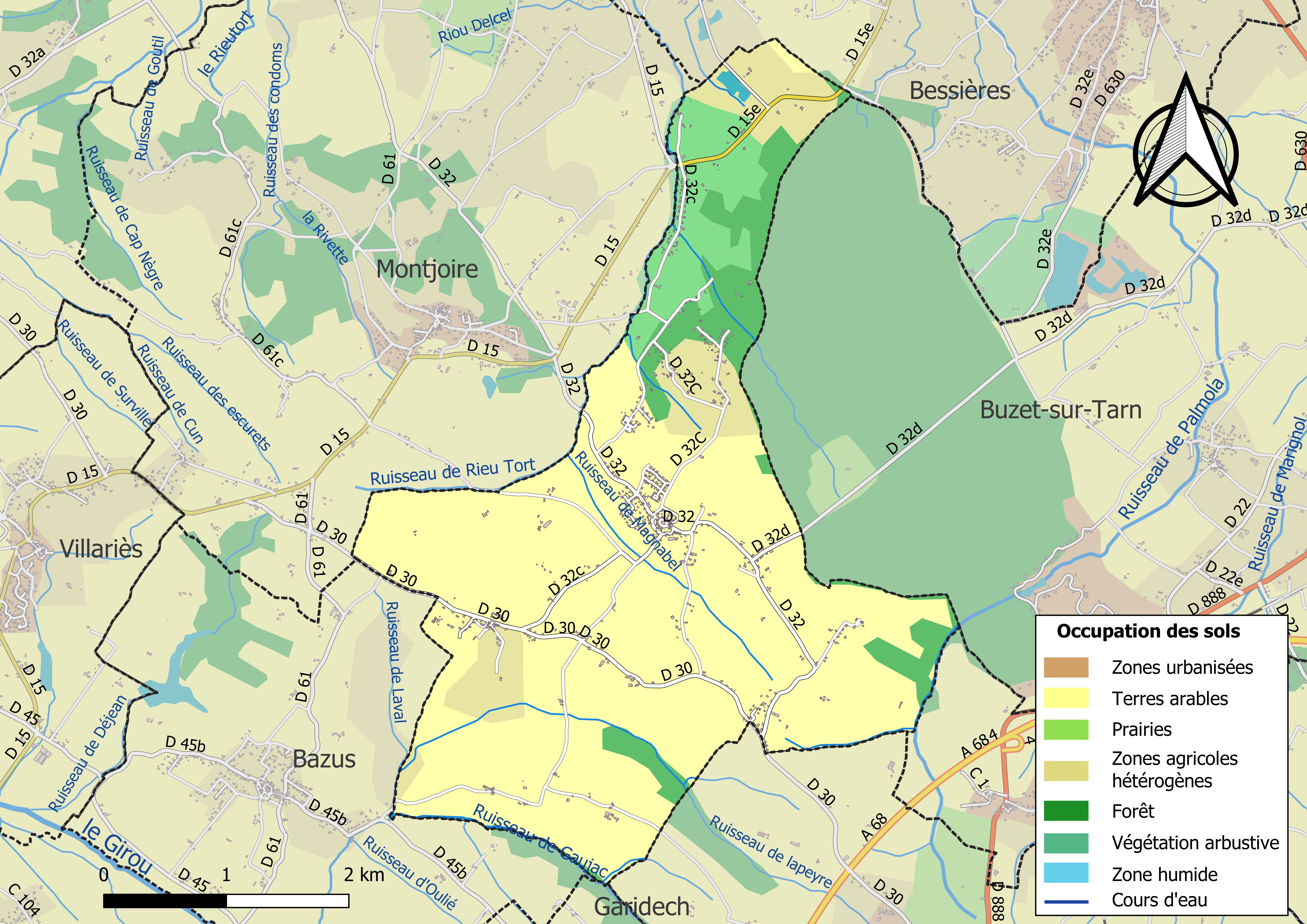
Kaart van de gemeente met belangrijkste infrastructuur, bodemgebruik en omliggende gemeenten

## Demografie
Onderstaande figuur toont het verloop van het inwonertal (bron: INSEE-tellingen).